# النا فرانته
اِلنا فرانته (ایتالیایی: Elena Ferrante, تلفظ ایتالیایی: [ˌɛ:lena ferˈrante]، زادهٔ ۱۹۴۳ در ناپل)، نام مستعار نویسندهٔ ایتالیایی است. وی به‌صورت ناشناس فعالیت می‌کند. کتاب‌های فرانته تاکنون به چندین زبان از جمله انگلیسی، فرانسه، آلمانی، هلندی، اسپانیایی و فارسی در بیش از ۳۹ کشور ترجمه شده‌است. خوانندگان در کتاب‌های او، که معروفترین آنها رمان‌های ناپلی است، دربارهٔ هویت، تمایلات سرکش، عشق، خانواده و دوستی؛ قدرت و زیبایی مسحورکننده‌ای کشف می‌کنند، حال آن‌که همهٔ این‌ها در یک زمینه اجتماعی همچون کلافی درهم پیچیده شده‌اند. فرانته در سال ۲۰۱۶ در فهرست صد نویسندهٔ تأثیرگذار جهان از طرف مجلهٔ تایم ۱۰۰ انتخاب شد. در سال ۲۰۱۶ جایزه جهانی من بوکر را برای کتاب داستان فرزند گمشده دریافت کرد.
چهارگانهٔ ناپلیِ معروف او عبارت هستند از: دوست نابغۀ من (۲۰۱۲)، داستان یک نام جدید (۲۰۱۳)، آنهایی که می‌روند و آنهایی که می‌مانند (۲۰۱۴) و داستان فرزند گمشده (۲۰۱۵).
از میان آثار او می‌توان از رمان‌های ناپلی و روزی که رهایم کردی و دختر پنهانم نام برد.